# Ono i Lau
Ono i Lau je vulkanický a korálový ostrov fidžijského souostroví Lau, který je nejjižnějším ostrovem souostroví. Jeho rozloha je 7,9 km² a maximální výška je 113 m. Nejbližším ostrovem je Vatoa, vzdálená 90 kilometrů.